# 過海隧道巴士300線
已停辦的過海巴士路線300，由九巴獨營（中巴亦曾參與營運），來往太子及上環，以紓緩繁忙時間地鐵荃灣綫的88至90年間擠迫情況。
九巴當時十分重視此路線，開線前舉行了一連串的推廣活動，更舉行了開線儀式；1997和98年3號幹線和東涌綫通車後，因已有大量替代路線，此路線被運輸署勒令取消，九巴在1999年5月15日（星期六）取消當日更舉行盛大的告別儀式。巧合的是，競爭對手港鐵選擇在23年後的2022年同一天，為東鐵綫過海延線通車及會展站舉行啟用儀式。

## 歷史
- 1991年5月13日：300線投入服務，由九巴獨營，只於平日提供服務；當時在彌敦道及過海後分別只設兩個中途站，港島終點站設於德輔道中匯豐總行大廈門外。全程收費$6.0（地鐵旺角站往中環站則需$7.2），當日起至九月底07:45-09:00班次設有名為「隧巴附減費」之$0.5票價優惠，以諷刺其時香港地鐵為減低人流負荷而推出的繁忙時間附加費。九巴宣傳由太子往中環只需25分鐘，開辦首日全程行車時間平均為33分鐘，同時開辦首日讓乘客免費乘車。[1][2]
- 1991年6月1日：中環終點站遷往德輔道中詹氏商業大廈外。
- 1992年5月18日：延長至上環。
- 1993年5月31日：取消由海底隧道收費廣場往上環的晨早特別班次；增設兩班由旺角維景酒店往上環的晨早特別班次。
- 1993年10月2日：中巴加入營辦此路線，九巴派車10輛，中巴派車5輛。
- 1994年：取消早上「隧巴附減費」推廣優惠。
- 1998年9月1日：中巴專營權結束，運輸署直接把中巴負責的班次交由九巴營辦，此路線恢復由九巴獨營。
- 1998年9月30日：取消旺角維景酒店往上環的晨早特別班次。
- 1999年5月17日：此路線被運輸署勒令取消。

### 路線開辦及结束
為與地下鐵路竞争，九巴非常重視300線，開線前曾在報章刊登廣告大肆宣傳。開辦首天除了讓乘客免費乘車外，九巴更在水渠道始創中心地盤外舉行盛大開線儀式，邀得藝人葉子楣作嘉賓，其中一輛巴士AL39更髹上葉子楣肖像的路線宣傳廣告，附有「九巴繁忙時間附減費，好嘢！」、「搭優惠隧巴」等口號。九巴更特別在巴士上配備一張粉紅色座椅（當時九巴空調巴士座椅皮面一律為灰色），讓葉子楣安坐接受傳媒訪問，可惜被拍到走光照，翌日在各大報章廣泛報道。據悉自此九巴在所有新車上均安裝更多粉紅色座椅，就是為免女乘客產生尷尬。
當年九巴針對地下鐵路之地下鐵路繁忙時間附加費而特設「隧巴附減費」，乘客在07:45至09:00期間於彌敦道各站登車，只須繳付優惠車資$5.5（原價為$6.0）；更舉辦「優惠隧巴大抽獎」，乘客將開線宣傳單張投入巴士錢箱內，便有機會獲得「優惠隧巴300號線免費乘車證」一張。與此同時，政府亦為了使此路線行車暢順，在沿線道路作出相應改動，包括：
- 將300線途經的彌敦道及加士居道沿線所有交通燈號配合其開車時間進行調校，使巴士能暢順地通過所有燈位；
- 由漆咸道北至海底隧道引道的迴旋路闢設一條巴士專線；
- 於早上繁忙時間在海底隧道收費廣場以交通圓筒分隔地秤側的一條行車線，讓不停收費廣場站的300線巴士超越其他輪候車輛直接通過收費亭；
- 於德輔道中西行與雪廠街交界處增設右轉燈位，方便300線在中環終點站落客後盡快回車；及
- 准許往太子站方向的300線巴士於彌敦道北行右轉旺角道東行。

及後，九巴曾多次宣傳此路線，在車上派發西餅優惠券，及舉辦多次大抽獎，例如在1992年，九巴便曾舉辦「夏季早晨特別線大抽獎」。
當年運輸署還派出燈號操作員負責觀察閉路電視，當有行駛本線的巴士駛近彌敦道燈位，就會調校綠燈時間，務求使巴士盡快過海。
地鐵東涌綫和3號幹線通車後，荃灣綫彌敦道走廊的擠迫情況得以紓緩，加上運輸署於1990年代末期實行新一輪的保鐵政策，故此路線被政府勒令取消。九巴直至此路線最後一刻仍然重用之，在1999年5月15日取消當天九巴曾於太子站舉行告別儀式，更特地向乘客贈送此路線之巴士模型，讓此路線得以「風光大葬」。隨著載有20多名乘客之末班車於當日20:40抵達太子站，此路線光荣退役。

## 服務時間及班次
| 300線停辦前的時間表      | 300線停辦前的時間表 | 300線停辦前的時間表 |
| 由太子站開出             | 由上環開出          | 班次 （分鐘）       |
| 星期一至六               | 星期一至六          | 星期一至六          |
| ------------------------ | ------------------- | ------------------- |
| 07:30-19:10              | 09:00-20:00         | 3-8                 |
| 星期日及公眾假期不設服務 |                     |                     |

### 特別班次
| 鴉蘭街→上環              |
| 星期一至六               |
| ------------------------ |
| 08:00、08:15             |
| 星期日及公眾假期不設服務 |

## 收費
| 300線歷年收費沿革 |                       |                                                               |
| 收費調整生效日期  | 全程收費（空調巴士）  | 分段收費                                                      |
| 1997年12月1日     | $8.9                  | 伊利莎伯大廈往上環：$5.4 海底隧道收費廣場往Template:Bsr：$5.4 |
| 1996年3月3日      | $8.3                  | 伊利莎伯大廈往上環：$5.0 海底隧道收費廣場往Template:Bsr：$5.0 |
| 1994年4月1日      | $7.5                  | 伊利莎伯大廈往上環：$4.5 海底隧道收費廣場往Template:Bsr：$4.5 |
| 1993年4月5日      | $6.5                  | 伊利莎伯大廈往上環：$4.0 海底隧道收費廣場往Template:Bsr：$4.0 |
| 1991年10月1日     | $6.0                  | 伊利莎伯大廈往中環：$3.5 海底隧道收費廣場往Template:Bsr：$3.5 |
| 1991年5月13日     | $6.0 早晨優惠票價$5.5 | 伊利莎伯大廈往中環：$3.5 海底隧道收費廣場往Template:Bsr：$3.5 |

| - 本線設有12歲以下小童及65歲或以上長者半價優惠。 - 乘客可以現金或八達通於上車時付款，不設找續。 - 乘客須於登車時以現金繳付車資，不設找贖。 - 此路線之半價優惠有效期如下： - 12歲以下小童：整個服務期 - 65歲或以上長者：九巴班次：1993年4月5日至路線取消；中巴班次：1996年3月3日至1998年8月31日 |

## 停辦前的用車
此路線於取消前共派車15輛，分別為3輛利蘭奧林比安11米雙層空調巴士（AL），2輛丹尼士巨龍11米雙層空調巴士（AD），2輛富豪奧林比安11米雙層空調巴士（AV）及8輛丹尼士三叉戟12米雙層空調巴士（ATR）。
| 300線用車列表（1999年5月） | 300線用車列表（1999年5月） | 300線用車列表（1999年5月） | 300線用車列表（1999年5月） |
| -------------------------- | -------------------------- | -------------------------- | -------------------------- |
| 車隊編號                   | 車牌                       | 車輛屬廠                   | 備註                       |
| AL45                       | EX5396                     | 荔枝角車廠（L）            |                            |
| AL71                       | EZ4416                     | 荔枝角車廠（L）            |                            |
| AL140                      | FN7831                     | 荔枝角車廠（L）            |                            |
| AD133                      | GH5169                     | 荔枝角車廠（L）            |                            |
| AD150                      | GJ3112                     | 荔枝角車廠（L）            |                            |
| AV186                      | GZ8858                     | 荔枝角車廠（L）            |                            |
| AV190                      | GZ9444                     | 荔枝角車廠（L）            |                            |
| ATR4                       | HV6619                     | 荔枝角車廠（L）            |                            |
| ATR5                       | HV6857                     | 荔枝角車廠（L）            |                            |
| ATR6                       | HV6943                     | 荔枝角車廠（L）            |                            |
| ATR7                       | HV7287                     | 荔枝角車廠（L）            |                            |
| ATR8                       | HV7682                     | 荔枝角車廠（L）            |                            |
| ATR9                       | HV7967                     | 荔枝角車廠（L）            |                            |
| ATR10                      | HV8230                     | 荔枝角車廠（L）            |                            |
| ATR13                      | HV7159                     | 荔枝角車廠（L）            |                            |

## 用車更迭
此路線是90年代九巴的曬命線，大部分新型號空調巴士、或是安裝了新設備的巴士均會加入此路線行走。
| 九巴300線曾使用車輛列表（部分） | 九巴300線曾使用車輛列表（部分） | 九巴300線曾使用車輛列表（部分） | 九巴300線曾使用車輛列表（部分）                                                                  |
| ------------------------------- | ------------------------------- | ------------------------------- | ------------------------------------------------------------------------------------------------ |
| 車型                            | 車隊編號                        | 車牌                            | 備註                                                                                             |
| 利蘭奧林比安11米空調巴士        | AL39                            | EU260                           | 髹上了「九巴繁忙時間附減費，好嘢！」、「搭優惠隧巴」口號，並塗上艷星葉子楣的肖像（90年代初期）   |
| 利蘭奧林比安11米空調巴士        | AL71                            | EZ4416                          | 「音樂巴士」（1991年12月13日起）                                                                 |
| 利蘭奧林比安11米空調巴士        | AL82                            | FB5674                          | 裝有音響的巴士（90年代初期）                                                                     |
| 利蘭奧林比安11米空調巴士        | AL95                            | FD9560                          | 全港首輛張貼有透視廣告的利蘭奧林比安11米空調巴士（1995年）                                       |
| 丹尼士巨龍11米空調巴士          | AD56                            | FC6469                          | 九巴首輛環保巴士－「郭富城環保巴士／小旋風愛心專線」、配吉拿LG1200（歐盟一型）引擎（90年代初期） |
| 丹尼士巨龍11米空調巴士          | AD34                            | EW5608                          | 使用「一塊過」膠質牌布路線牌、裝有音響的巴士（90年代初期）                                       |
| 富豪奧林比安11米空調巴士        | AV1                             | FW5572                          | 樣辦車（1994年）                                                                                 |
| 富豪奧林比安11米空調巴士        | AV182                           | GZ8642                          | 貼有「97九巴與你共創繁榮、回歸」透視廣告 （1997年）                                              |
| 斯堪尼亞N113                    | AS1                             | FU482                           | 樣辦車、九巴第二款環保巴士－「進步環保巴士」（1993年）                                           |
| 斯堪尼亞N113                    | AS2                             | FU2948                          | 九巴第二款環保巴士－「進步環保巴士」（1993年）                                                   |
| 丹尼士三叉戟三型                | ATR                             | -                               | 低地台巴士（1998年9月1日]起）                                                                    |

另外，在此路線取消前，九巴會安排此路線掛牌車於早上及晚間分別柯打44線及238X線，因此，該兩線也曾經提供低地台巴士服務，直至此路線取消為止。
中巴亦曾派出當時最新的利蘭奧林比安、富豪奧林比安及丹尼士禿鷹11米空調巴士行走此路線。在中巴專營權取消前，字軌車為5輛富豪奧林比安11米空調巴士（VA6、8、9、10及14）。

## 行車路線
上午繁忙時間：此路線的官方全程行車里數為10.2公里，行車時間約為35分鐘。（平均行車時速約為17.5公里）

其餘時間：此路線的官方全程行車里數為11.0公里，行車時間約為48分鐘。（平均行車時速約為13.8公里）

### 往上環方向
途經：通菜街、運動場道、彌敦道、加士居道、漆咸道南、康莊道、紅磡海底隧道、灣仔交匯處、告士打道、（杜老誌道天橋、港灣道、菲林明道天橋、菲林明道、軒尼詩道）
1. 、金鐘道及德輔道中

- 備註：07:30-08:59開出的班次（包括特別班次），到達告士打道後，不停帶有

1. 號的街道，改經夏慤道及紅棉路返回金鐘道原線；於301線服務期間不停海底隧道收費廣場，亦不得在該站開出短途班次往上環。

### 往太子站方向
途經：德輔道中、禧利街、干諾道中、林士街、德輔道中、金鐘道、軒尼詩道、菲林明道、菲林明道天橋、灣仔道、摩理臣山道、禮頓道、堅拿道西、堅拿道天橋、灣仔交匯處、紅磡海底隧道、康莊道、漆咸道南、加士居道、彌敦道、旺角道、洗衣街、太子道西及通菜街
- 備註：09:15前的班次，以水渠道聯合廣場外為終點站。